# Everclear
Everclear ist eine amerikanische Rockband, die 1992 von dem Sänger Art Alexakis gegründet wurde.

## Bandgeschichte
Everclear formierte sich 1992 in Portland. Den größten Teil ihrer Karriere bestand die Band aus Art Alexakis (* 12. April 1962, Los Angeles, USA; Gesang, Gitarre), Craig Montoya (* 14. September 1970; Bass, Gesang) und Greg Eklund (* 18. April 1970; Schlagzeug). Eklund ersetzte seinen Vorgänger Scott Cuthbert im Jahre 1994.
1993 erschien das Debütalbum der Band, World of Noise, bei einem kleinen Independent-Label. Kurze Zeit später erhielt die Band einen Vertrag bei dem Major-Label Capitol Records, das World of Noise im Jahr 1994 neu auflegte. Der 1995 veröffentlichte Nachfolger Sparkle and Fade erwies sich als recht erfolgreich: In den amerikanischen Albumcharts kam das Werk bis auf Rang 25. Politkritische Texte und Probleme der Jugend waren maßgeblich textbestimmend.
Das dritte Album der Band, So Much for the Afterglow, wurde 1997 veröffentlicht und war ebenfalls in den Charts vertreten. Im August 2003 trennte die Band sich, weil die Musiker nun Solo-Projekte verfolgen wollten.
Im Herbst 2003 entschied Alexakis nach einer Solo-Tour, mit Everclear fortzufahren. Im März 2004 trat die Band erstmals in neuer Besetzung auf; neben Alexakis setzte sie sich aus dem Bassisten Sam Hudson, dem Gitarristen Dave French, dem Schlagzeuger Eric Bretl und später dem Keyboarder Josh Crawley zusammen. Bald wurde aber Bretl durch den alten Everclear-Schlagzeuger Brett Snyder ersetzt. In dieser Konstellation veröffentlichte Everclear 2006 unter dem Label Eleven Seven Music das Album „Welcome to the Drama Club“. 2008 wurde dann die Covercompiliation The Vegas Years veröffentlicht. Außerdem wurde Brett Snyder durch den früheren Godsmack-Drummer Tommy Stewart ersetzt. 2009 verließen außer Alexakis alle Mitglieder die Band und wurden durch vier neue Musiker ersetzt.

## Everclear im Film
In dem Film Loser – Auch Verlierer haben Glück bemerkt Paul (Jason Biggs), dass Dora (Mena Suvari) ein großer Fan der Band ist, und besorgt Konzertkarten. So kommt es zu einem kurzen Ausschnitt aus einem Everclear-Konzert im Film. Die Gruppe war außerdem auf Soundtracks von Filmen wie Scream 2, American Pie, William Shakespeares Romeo + Julia, Detroit Rock City und Nicht noch ein Teenie-Film vertreten. In der Folge Überlebenstipps für den Musikunterricht der zweiten Staffel der Nickelodeon-Serie Neds ultimativer Schulwahnsinn spielt die Band ihren Song Rockstar.

## Diskografie

### Studioalben
| Jahr | Titel                                                               | Höchstplatzierung, Gesamtwochen, AuszeichnungChartplatzierungen (Jahr, Titel, Platzierungen, Wochen, Auszeichnungen, Anmerkungen) | Höchstplatzierung, Gesamtwochen, AuszeichnungChartplatzierungen (Jahr, Titel, Platzierungen, Wochen, Auszeichnungen, Anmerkungen) | Anmerkungen                              |
| Jahr | Titel                                                               | UK | US | Anmerkungen                              |
| ---- | ------------------------------------------------------------------- | --- | --- | ---------------------------------------- |
| 1993 | World of Noise                                                      | — | — | Erstveröffentlichung: 10. Dezember 1993  |
| 1995 | Sparkle and Fade                                                    | — | US25 Platin · (38 Wo.)US | Erstveröffentlichung: 23. Mai 1995       |
| 1997 | So Much for the Afterglow                                           | UK63 (1 Wo.)UK | US33 ×2Doppelplatin · (88 Wo.)US                                                                                                  | Erstveröffentlichung: 7. Oktober 1997    |
| 2000 | Songs from an American Movie Vol. One: Learning How to Smile        | UK51 (2 Wo.)UK | US9 Platin · (36 Wo.)US | Erstveröffentlichung: 11. Juli 2000      |
| 2000 | Songs from an American Movie Vol. Two: Good Time for a Bad Attitude | UK69 (1 Wo.)UK | US66 (10 Wo.)US | Erstveröffentlichung: 21. November 2000  |
| 2003 | Slow Motion Daydream                                                | — | US33 (4 Wo.)US | Erstveröffentlichung: 11. März 2003      |
| 2006 | Welcome to the Drama Club                                           | — | US169 (1 Wo.)US | Erstveröffentlichung: 12. September 2006 |
| 2009 | In a Different Light                                                | — | — | Erstveröffentlichung: 6. Oktober 2009    |
| 2011 | Return to Santa Monica                                              | — | — | Erstveröffentlichung: 27. September 2011 |
| 2012 | Invisible Stars                                                     | — | US119 (1 Wo.)US | Erstveröffentlichung: 26. Juni 2012      |
| 2015 | Black Is the New Black                                              | — | — | Erstveröffentlichung: 24. April 2015     |

### Kompilationen
| Jahr | Titel                                 | Höchstplatzierung, Gesamtwochen, AuszeichnungChartplatzierungen (Jahr, Titel, Platzierungen, Wochen, Auszeichnungen, Anmerkungen) | Höchstplatzierung, Gesamtwochen, AuszeichnungChartplatzierungen (Jahr, Titel, Platzierungen, Wochen, Auszeichnungen, Anmerkungen) | Anmerkungen                           |
| Jahr | Titel                                 | UK | US | Anmerkungen                           |
| ---- | ------------------------------------- | --- | --- | ------------------------------------- |
| 2004 | Ten Years Gone: The Best of 1994–2004 | — | US182 (1 Wo.)US | Erstveröffentlichung: 5. Oktober 2004 |

Weitere Kompilationen
- 2006: The Best of Everclear
- 2008: The Vegas Years
- 2011: Greatest Hits
- 2014: The Very Best of Everclear

### EPs
- 1993: Nervous & Weird
- 1997: White Trash Hell
- 1998: Live from Toronto
- 2004: Closure
- 2011: Extended Versions

### Singles
| Jahr | Titel Album                                      | Höchstplatzierung, Gesamtwochen, AuszeichnungChartplatzierungen (Jahr, Titel, Album, Platzierungen, Wochen, Auszeichnungen, Anmerkungen) | Höchstplatzierung, Gesamtwochen, AuszeichnungChartplatzierungen (Jahr, Titel, Album, Platzierungen, Wochen, Auszeichnungen, Anmerkungen) | Anmerkungen                            |
| Jahr | Titel Album                                      | UK | US | Anmerkungen                            |
| ---- | ------------------------------------------------ | --- | --- | -------------------------------------- |
| 1995 | Santa Monica Sparkle and Fade                    | UK40 (2 Wo.)UK | — | Erstveröffentlichung: 5. Dezember 1995 |
| 1996 | Heartspark Dollarsign Sparkle and Fade           | UK48 (2 Wo.)UK | US85 (7 Wo.)US | Erstveröffentlichung: 26. März 1996    |
| 1997 | Everything to Everyone So Much for the Afterglow | UK41 (2 Wo.)UK | — | Erstveröffentlichung: September 1997   |
| 1998 | Father of Mine So Much for the Afterglow         | — | US70 (19 Wo.)US | Erstveröffentlichung: 6. Juli 1998     |
| 2000 | Wonderful Vol. One: Learning How to Smile        | UK36 (2 Wo.)UK | US11 (21 Wo.)US | Erstveröffentlichung: 22. Mai 2000     |
| 2000 | AM Radio Vol. One: Learning How to Smile         | UK78 (1 Wo.)UK | — | Erstveröffentlichung: 22. August 2000  |

Weitere Singles
- 1994: Fire Maple Song
- 1995: Heroin Girl
- 1996: You Make Me Feel Like a Whore
- 1997: I Will Buy You a New Life
- 1999: One Hit Wonder
- 1999: The Boys Are Back in Town
- 2000: When It All Goes Wrong Again
- 2001: Out of My Depth
- 2001: Rock Star
- 2001: Brown Eyed Girl
- 2003: Volvo Driving Soccer Mom
- 2003: The New York Times
- 2006: Hater
- 2007: Glorious
- 2008: Rich Girl
- 2008: Jesus Was a Democrat
- 2009: At the End of the Day
- 2012: Be Careful What You Ask For
- 2015: The Man Who Broke His Own Heart

## Auszeichnungen für Musikverkäufe
| Goldene Schallplatte - Australien - 1998: für das Album So Much for the Afterglow - Kanada - 2001: für das Album Songs from an American Movie Vol. Two: Good Time for a Bad Attitude Platin-Schallplatte - Australien - 1996: für das Album Sparkle and Fade - Kanada - 1999: für das Album Sparkle and Fade - 2001: für das Album Songs from an American Movie Vol. One: Learning How to Smile | 2× Platin-Schallplatte - Kanada - 1999: für das Album So Much for the Afterglow |

Anmerkung: Auszeichnungen in Ländern aus den Charttabellen bzw. Chartboxen sind in ebendiesen zu finden.
| Land/RegionAuszeichnungen für Musikverkäufe (Land/Region, Auszeichnungen, Verkäufe, Quellen) | Gold     | Platin     | Verkäufe  | Quellen         |
| -------------------------------------------------------------------------------------------- | -------- | ---------- | --------- | --------------- |
| Australien (ARIA)                                                                            | Gold1    | Platin1    | 105.000   | aria.com.au     |
| Kanada (MC)                                                                                  | Gold1    | 4× Platin4 | 450.000   | musiccanada.com |
| Vereinigte Staaten (RIAA)                                                                    | —        | 4× Platin4 | 4.000.000 | riaa.com        |
| Insgesamt                                                                                    | 2× Gold2 | 9× Platin9 |           |                 |